# 沃洛达里·格列波维奇
沃洛达里·格列波维奇（俄语：Володарь Глебович，？—1167年），古罗斯王公，明斯克王公（1151年~1159年，1165年~1167年），戈罗杰茨王公（1159年~1165年）。 
沃洛达里·格列波维奇为波洛茨克王公格列布·弗谢斯拉维奇之子，母亲是弗拉基米尔-沃伦斯基公主安娜斯塔西娅·亚罗波尔科芙娜。
1161年波洛茨克王公罗格沃洛德·鲍里索维奇企图从沃洛达里·格列波维奇手里夺取戈罗杰茨。在白天的战斗中两人不分胜负，但沃洛达里在夜间联合立陶宛人对罗格沃洛德发动突袭，把后者打得溃不成军。此役之后，失败的罗格沃洛德的波洛茨克公位为弗谢斯拉夫·瓦西里科维奇公爵所篡夺。
1167年沃洛达里·格列波维奇进攻波洛茨克，大获全胜，把弗谢斯拉夫·瓦西里科维奇赶跑。但是他没能在波洛茨克建立起稳固的统治，弗谢斯拉夫不久又夺回了领地。
在罗斯编年史中，沃洛达里·格列波维奇被描述为他那个时代最强大的王公之一。

## 子女
- 瓦西里科·沃洛达列维奇
- 弗拉基米尔·沃洛达列维奇，继承了明斯克的公位

## 资料来源
- , 2001
- ,1998

| 前任： 罗斯季斯拉夫·格列波维奇 | 明斯克王公 1151~1159 | 繼任： 罗斯季斯拉夫·格列波维奇 |
| 前任： 罗斯季斯拉夫·格列波维奇 | 明斯克王公 1165~1167 | 繼任： 弗拉基米尔·沃洛达列维奇 |